# Тулуп (прыжок)
Тулу́п (англ. toe loop — «петля на носке») — один из простейших прыжков в фигурном катании. Обычно фигуристы разучивают его сразу же после сальхова. Название toe loop говорит, что заходом тулуп напоминает риттбергер (loop), но относится к зубцовым прыжкам.
По новой системе судейства одинарный тулуп оценивается в 0,4 балла, двойной — 1,3; стоимость тройного тулупа составляет 4,2 балла, четверного — 9,5.

## Техника прыжка
Наиболее распространённый заход на прыжок — по прямой с правой ноги, с тройки вперёд-внутрь. Выйдя на дугу назад-наружу, прыжок выполняется с наружного ребра правой ноги. Отталкивается фигурист зубцом левого конька. Толчок выполняется двумя ногами, от льда сначала отрывается опорная нога, потом толчковая. Приземление на правую ногу, назад на наружное ребро. Прыжок относительно прост, так как выполняется со сменой ноги — толчок левой с приземлением на правую. Для фигуристов, делающих прыжки по часовой стрелке, действия левой и правой ноги меняются соответственно.
Возможен также заход с вальсовой тройки (тройка вперёд-наружу, переступание на правую ногу).
Особых подводящих упражнений к одиночному тулупу нет: ученик исполняет сначала тройку внутрь, потом заход, потом прыжок целиком. Разве что, заходя на прыжок, надо не спешить, а сделать красивый заход, иначе получится «ту-аксель» — исполненный с зубца перекидной.
Тулуп — наиболее часто используемый в качестве второго прыжка в каскаде. Самый лёгкий из многооборотных, тулуп часто исполняется изолированно в парном катании (тройной) и в мужском (четверной).

## Варианты
Прыжок ту-валлей исполняется с внутреннего ребра правой ноги. Приземление обычное, на правую ногу назад-наружу. Современные правила оценивают такой прыжок как обычный тулуп.
Также существует несколько вариантов тулупа с приземлением вперёд.
- Балетный прыжок — полуоборотный прыжок с приземлением на левый зубец и правое ребро вперёд-внутрь.
- Мазурка — фигурист выбрасывает вперёд правую ногу, после чего приземляется на правый зубец и левое ребро вперёд-наружу.
- В середине XX века часто исполнялся 1,5-оборотный тулуп, с приземлением, как в балетном прыжке. Если прыжки в половину оборота — это типичные танцевальные прыжки, то полутораоборотный тулуп сейчас практически не исполняется.

## История
Впервые тулуп был выполнен американским фигуристом Брюсом Мэйпсом в 1920 году. На чемпионате мира 1964 года американский фигурист Томас Литц впервые выполнил тройной тулуп. На чемпионате мира 1983 года Александр Фадеев впервые попытался выполнить четверной тулуп (с ошибкой), Международный союз конькобежцев впервые засчитал четверной тулуп К. Браунинга в 1988 году, однако и он был выполнен с ошибкой — тройками на выезде. Абсолютно чистый четверной тулуп впервые выполнил Алексей Урманов — на чемпионате Европы 1991 года.
Среди женщин имя первой исполнительницы тройного тулупа не установлено (среди советских фигуристок на соревнованиях в числе первых его выполняла в 1971 году Марина Титова (Кудрявцева). Четверной прыжок первой попыталась исполнить Сурия Бонали на чемпионате мира в 1991 году, однако судьи усмотрели недокрут и не засчитали его. В 2018 году на юниорском чемпионате мира Александра Трусова впервые исполнила четверной тулуп среди женщин. По состоянию на конец 2021 года, четверной тулуп на международных соревнованиях выполнили около 10 фигуристок.